# Vincenzo Lunardi
Vincenzo Lunardi (né à Lucques le 11 janvier 1754  et mort à Lisbonne le 1er août 1806 est inventeur, pionnier, aéronaute italien.

## Biographie
La famille de Vincenzo Lunardi est issue de la petite noblesse toscane de Lucques. Vincenzo est l'un des trois enfants. Il voyage en France  où il intègre le service diplomatique, puis en Angleterre devenant le secrétaire du prince Caramanico, ambassadeur napolitain.

### Vol du15 septembre 1784
Le début de l'aérostation est marqué par le succès des frères Montgolfier, le 21 novembre 1783 à Paris, avec le vol de leur montgolfière où avaient pris place Jean-François Pilâtre de Rozier et le Marquis d'Arlandes.
Le 1er décembre 1783, dix jours après, Jacques Charles et Marie-Noël Robert volèrent au-dessus des jardins des Tuileries à Paris avec un ballon à gaz, rempli à l'hydrogène.
Un an après l'invention du ballon, les Anglais restent sceptiques. Néanmoins, le 15 septembre 1784 George Biggin et Vincent  Lunardi, « l'aéronaute casse-cou », décident de faire la démonstration d'un vol en ballon à hydrogène sur le terrain d'artillerie de l'Honourable Artillery Company à Londres .
Devant une foule de 200 000 personnes impatientes, comprenant  d'éminents hommes d'État et le prince de Galles , le jeune Italien décolle sans son ami Biggin, et avec un ballon  insuffisamment gonflé . Il est accompagné d'un chien, d'un chat et d'un pigeon en cage. Le vol depuis le terrain d'artillerie se dirige vers le nord en direction du Hertfordshire. Lunardi atterrit brièvement dans un champ de maïs de la paroisse de North Mymms pour déposer  le chat tombé malade.
Le terrain se trouve en face de l'école Queenswood, au nord de Shepherds Way (B157), au sud-est de Brookmans Park. Une pierre commémorative est posée à Welham Green, à près de trois miles au nord-ouest du lieu d'atterrissage de North Mymms, à un carrefour routier appelé Balloon Corner. Après un bref atterrissage, Lunardi  continué son vol avant d'atterrir à Standon Green End.

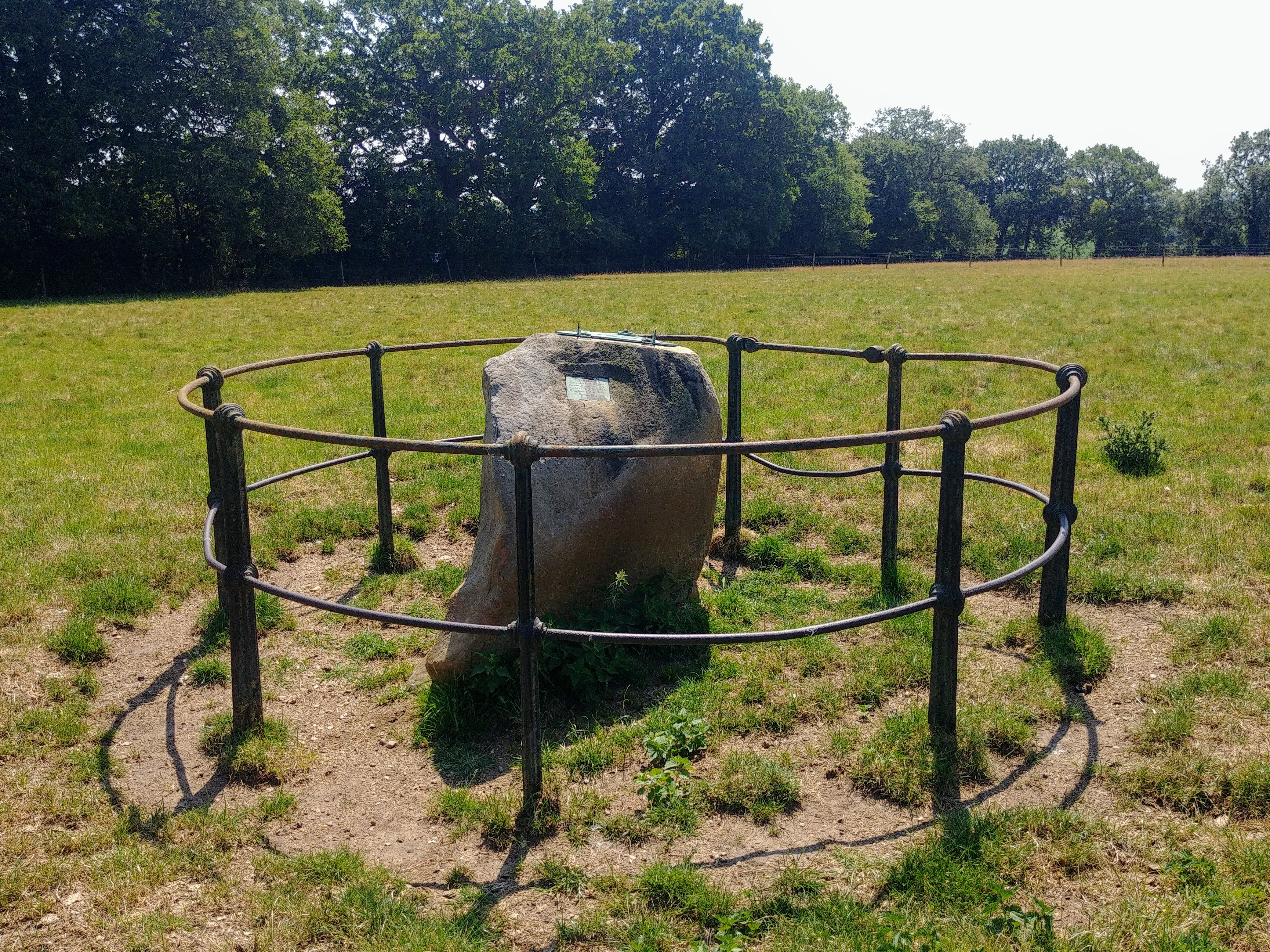
La pierre marquant l'endroit à Standon Green End, Hertfordshire, où Lunardi a terminé son vol

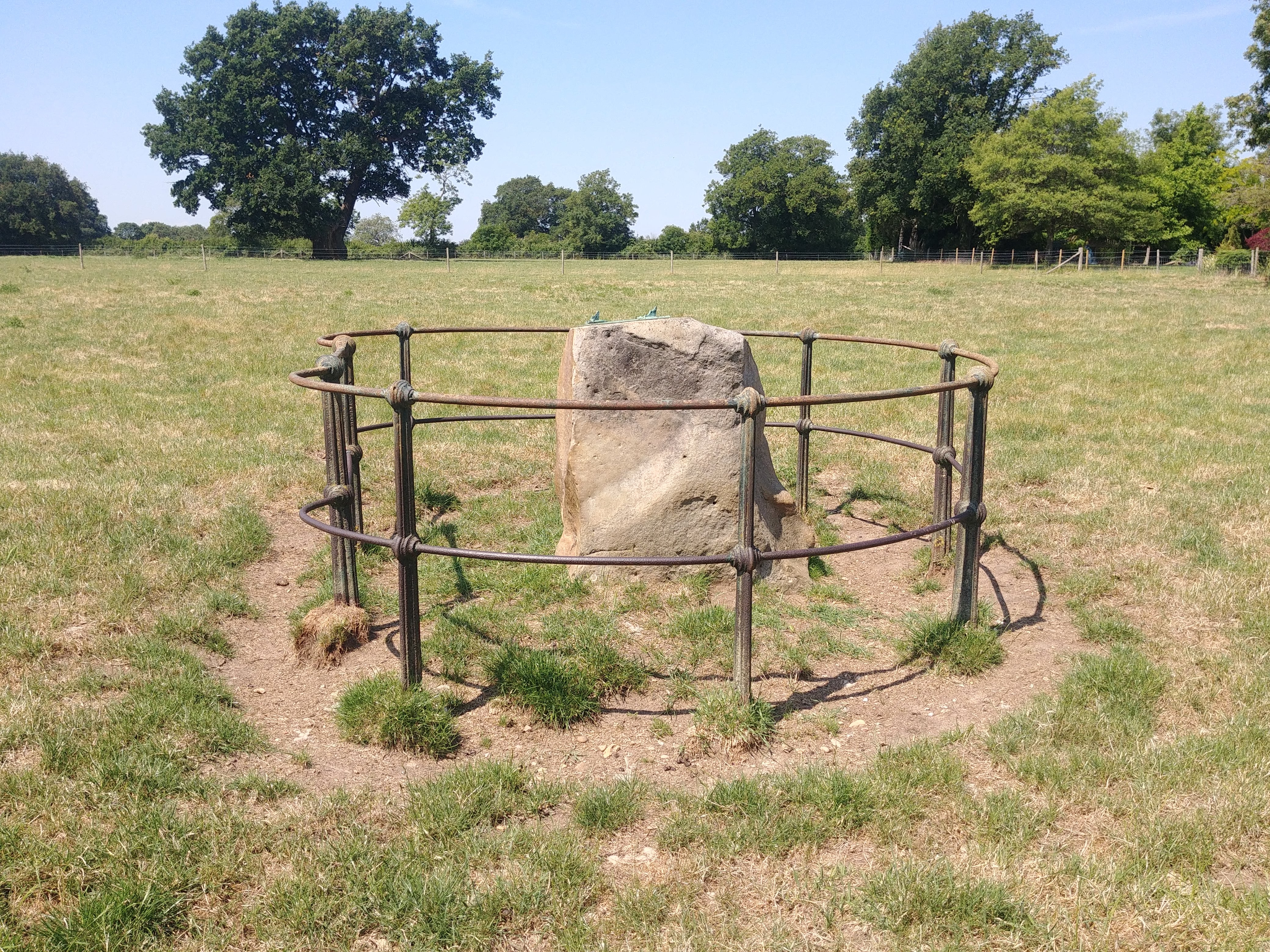
La pierre de Standon Green End, dans le Hertfordshire, où Lunardi a effectué le premier vol habité au-dessus de l'Angleterre

Le ballon de Lunardi est exposé au Panthéon d'Oxford Street.

Portrait de Vincent Lunardi, 1784
Appareil pour gonfler le ballon de M. Lunardi
Le ballon anglais et ses appendices
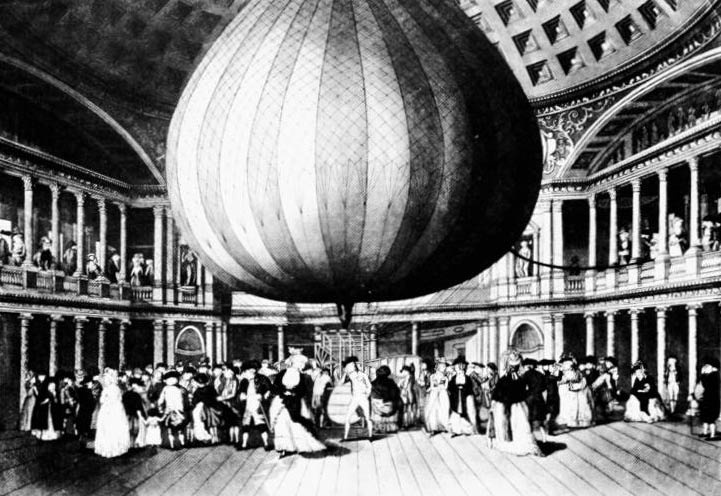
Exposition du ballon de Lunardi au Panthéon d'Oxford Street
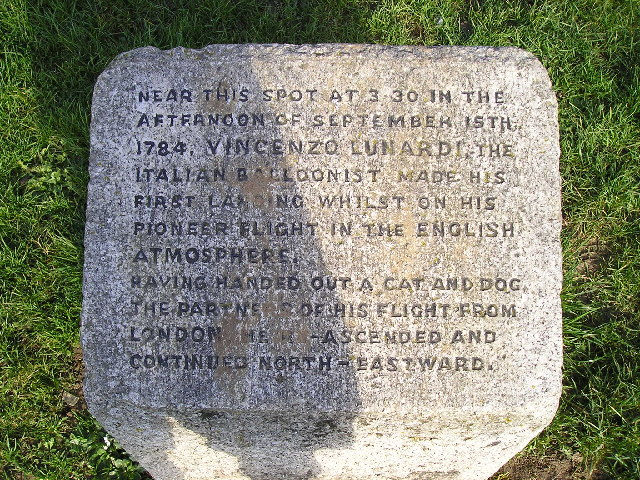
Coin des Ballons, Welham Green. Une pierre commémorant le bref atterrissage du premier vol en ballon (à hydrogène) en Angleterre.

Le vol de 24 miles fait la renommée de Lunardi et  lance la mode des ballons qui inspire la mode de l'époque : les jupes Lunardi sont décorées de styles de ballons, et en Écosse, le bonnet Lunardi est en forme de ballon et mesure environ 600  mm de haut et est mentionné par le poète national écossais, Robert Burns (1759–1796), dans son poème « To a Louse », écrit à propos d'une jeune femme appelée Jenny, qui a un pou qui court dans son bonnet Lunardi, « Mais Miss Lunardi est belle ».
Lunardi a publié An Account of the First Aërial Voyage in England (1784), écrit sous forme d'une série de lettres à son tuteur, Gherardo Campagni .

Des doutes subsistent en Angleterre sur l’expérience. Samuel Johnson, dans une lettre à Richard Brocklesby (29 septembre 1784) qualifie le vol en montgolfière de « spécialité de divertissement » :

« Je crains que cela ne doive finir par un simple amusement, car je ne trouve pas que son cours puisse être dirigé de manière à servir à des fins de communication ; et il ne peut donner aucune nouvelle information sur l'état de l'air à différentes hauteurs, jusqu'à ce qu'ils aient dépassé la hauteur des montagnes, ce qu'ils ne semblent jamais susceptibles de faire. »

### Vol du29 juin 1785

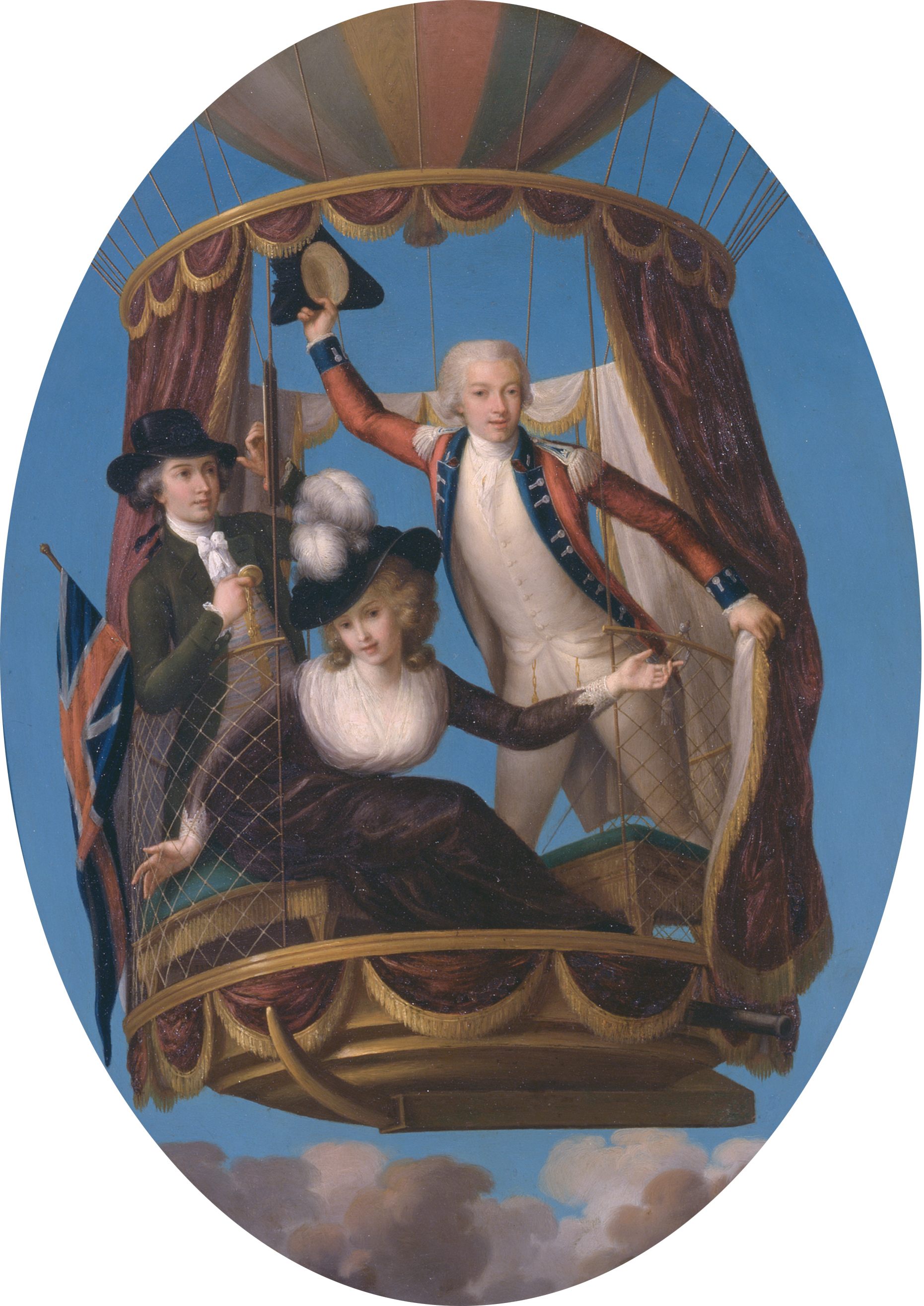
Le capitaine Vincenzo Lunardi avec son assistant George Biggin et Mme Letitia Anne Sage, dans un ballon (John Francis Rigaud, 1785)

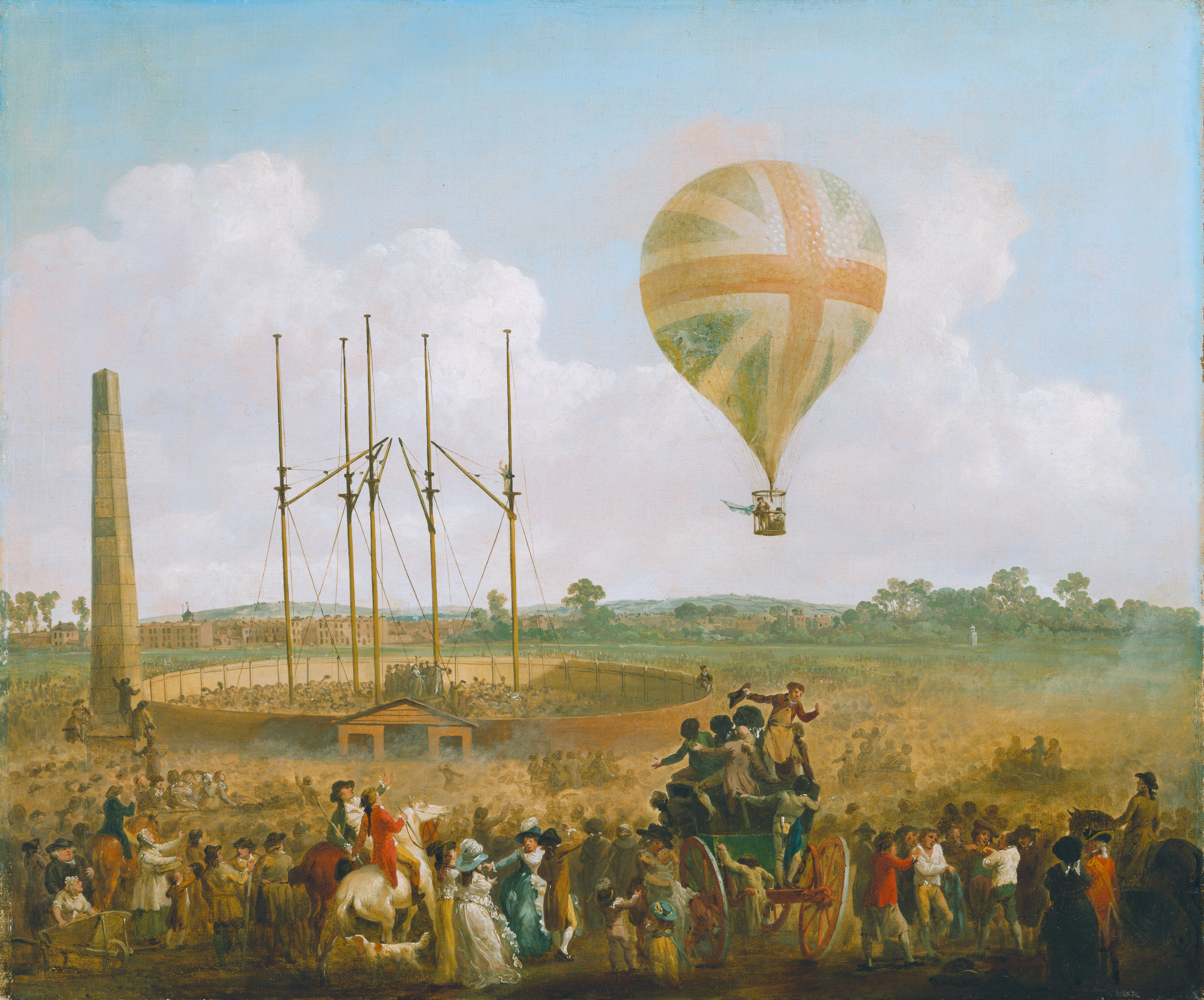
George Biggin (debout) et Mme Sage (assise) dans le ballon de Lunardi (Julius Caesar Ibbetson, 1785)

Le vol suivant de Lunardi a lieu un an plus tard, le 29 juin 1785, partant de St George's Fields, sur la rive sud de la Tamise. Lunardi et Biggin, ainsi que deux invités, Letitia Ann Sage et le colonel Hastings sont censés effectuer le vol, mais le ballon ne peut décoller à cause du poids chargé. Lunardi et Hastings descendent donc et le ballon décolle avec Biggin et Mme Sage, faisant d'elle la première femme anglaise à voler. 90 minutes plus tard, ils atterrissent près de Harrow, où les deux aéronautes sont secourus par un groupe de garçons de l'Harrow School car un fermier dont les récoltes ont été endommagées exprime sa colère.
Par la suite Lunardi effectue des vols à Liverpool le 20 juillet et le 9 août 1785  , puis se rend à Glasgow et à Édimbourg.

## Ascensions en Écosse
Vincenzo Lunardi effectue cinq vols en Écosse dans son Grand Air Balloon constitué de 140 m2 de soie verte, rose et jaune, exposé, « suspendu dans son état flottant » dans le chœur de Cathédrale Saint-Mungo de Glasgow pour le prix d'entrée d'un shilling.

### Vol du5 octobre 1785

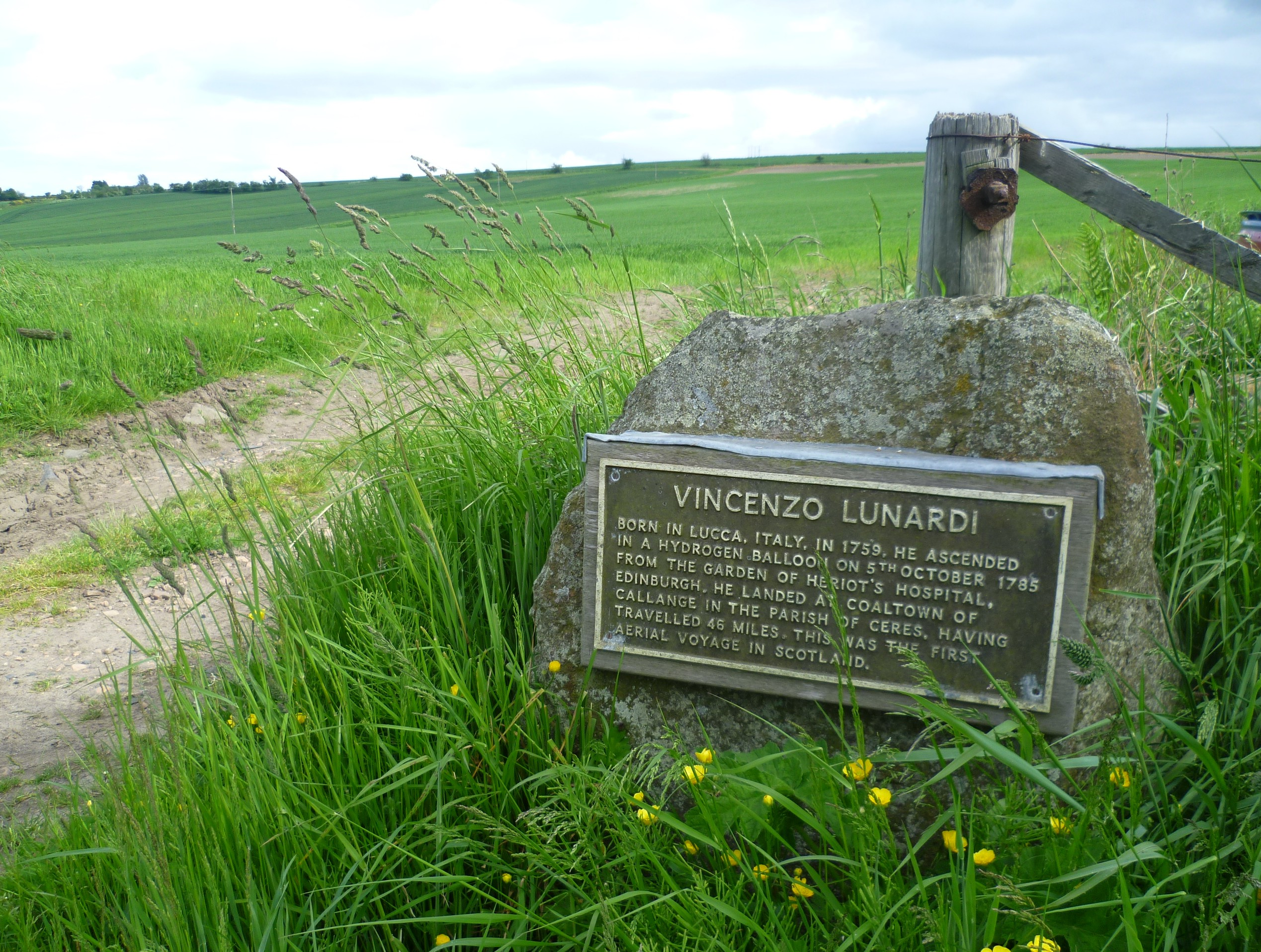
Plaque indiquant le champ où Lunardi a atterri après son premier vol en Écosse.

Le 5 octobre 1785, une foule nombreuse et enthousiaste remplit le terrain de George Heriot's School à Édimbourg pour voir décoller le premier ballon écossais de Lunardi rempli d'hydrogène. Le vol de 46 miles au-dessus du Firth of Forth se termine à Coaltown of Callange dans la paroisse de Ceres à Fife. Une plaque commémorative figure à proximité.

À l'époque, The Scots Magazine rapporte :

« La beauté et la grandeur du spectacle ne pouvaient être surpassées que par la manière froide et intrépide avec laquelle l'aventurier se conduisait ; et en effet, il semblait infiniment plus à l'aise que la plupart de ses spectateurs. »

Le 16 octobre 1785, Lunardi décolle de Knowes à Kelso réalisant avec succès le premier vol en ballon à hydrogène d'Écosse vers l'Angleterre.

### Vol du 23 novembre 1785

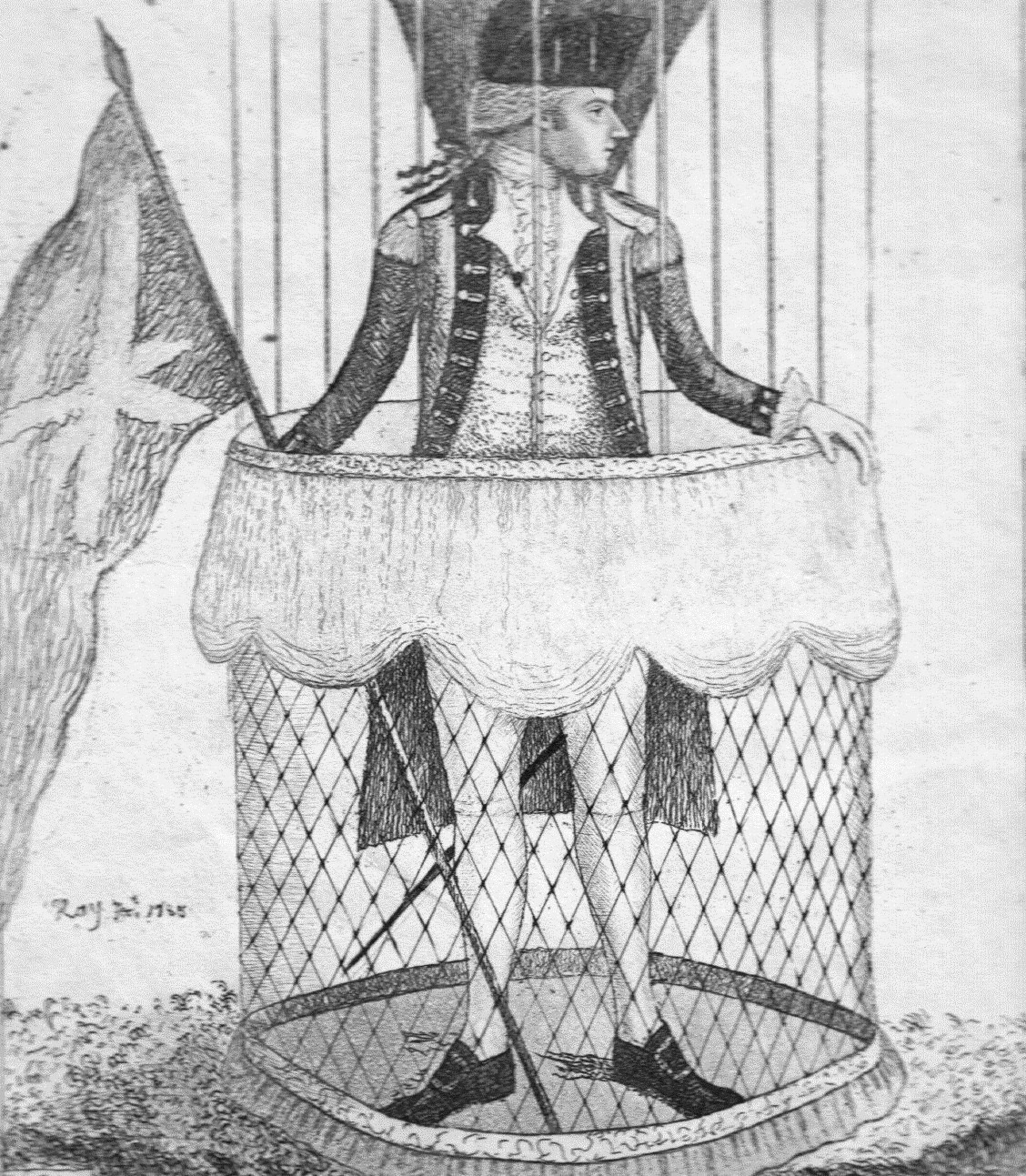
Vincent Lunardi, dans son panier, prêt à monter (1785), par John Kay

Le mois suivant, le journal Glasgow Mercury publie des publicités annonçant l'intention de Lunardi de « satisfaire la curiosité du public de Glasgow, en s'élevant dans son Grand Air Balloon depuis un endroit bien en vue de la ville ».
Le  23 novembre 1785 vers 14h00 le temps est beau lorsque le Daredevil Aeronaut « monte dans l'atmosphère avec une grandeur majestueuse, à l'étonnement et à l'admiration des spectateurs » depuis St. Andrew's Square à Glasgow. Le vol de deux heures parcourt 110 miles et passe au-dessus de Hamilton et Lanark avant d'atterrir aux pieds de « bergers tremblants » à Hawick près de la frontière avec l'Angleterre.

### Vol du5 décembre 1785
Début décembre, un homme local, Lothian Tam, s'empêtre dans les cordages alors que le ballon monte depuis St. Andrew's Square à Glasgow. Il est soulevé de 6 mètres avant d'être détaché et de tomber, sans blessure grave. La météo est mauvaise et le vol s'achève au bout de  20 minutes, avec l'atterrissage du Grand Ballon à Milton of Campsie, à un peu plus de 10 miles de Glasgow. L'atterrissage du 5 décembre 1785 est commémoré par une petite plaque posée dans le village.

### Vol du20 décembre 1785
Le vol du 20 décembre 1785 est un échec, mais Lunardi y a survécu. Soixante-dix minutes après son décollage depuis l'hôpital Heriot d'Édimbourg, Lunardi est contraint de se poser en mer. Il passe beaucoup de temps en mer du Nord jusqu'à ce qu'il soit secouru par un bateau de pêche de passage qui accoste à North Berwick. Le journal du révérend John Mill des Shetland déclare :

« Un Français nommé Lunardi s'est envolé au-dessus du Firth of Forth dans un ballon et a atterri dans la paroisse de Ceres, non loin de Cupar, dans le Fife ; et oh ! Combien l' insouciance s'attache-t-elle à ces vanités insensées, au point de négliger la seule chose nécessaire. On raconte qu'ensuite, alors qu'il s'élevait dans la machine susmentionnée, il fut poussé par le vent dans le Firth of Forth et dégringola dans la mer près de la petite île de May, où il aurait péri si un bateau n'avait pas été à proximité pour le sauver, lui et sa machine. »

Peu de temps après, Lunardi publie An Account of five Aerial Voyages in Scotland (1786), écrit sous la forme d'une série de lettres à son tuteur, Gherardo Campagni.
Lunardi invente un dispositif de sauvetage pour les naufragés qu'il nomme  « machine aquatique » ; elle ressemble à un canot de sauvetage pour un seul homme avec une rame pour la gouverner. Il aurait testé la machine avec succès en 1787.

### 1786
En 1786, à Newcastle upon Tyne, son 12e décollage se terminé par un accident. Lunardi renverse depuis le ballon de de l'acide sulfurique sur le sol. Les assistants qui retenaient le ballon déjà en l'air se sont enfuis de l'endroit provoquant un décollage intempestif. L'un d'eux, Ralph Heron, fils de M. Heron, sous-shérif du compté de Northumberland, une corde enroulée autour de sa main n'a pu se dégager à temps. Emporté dans les airs il tombe au sol et décède des suite de ses blessures. Les réactions critiques qui ont suivi ce décès poussent Lunardi à quitter la Grande-Bretagne.

## Italie, Espagne et Portugal
Lunardi continue à faire des ascensions en Italie, en Espagne et au Portugal.
Une ascension en ballon près du Vésuve en septembre 1789 est suivie par une autre en Sicile en juillet 1790.
Lunardi, jamais marié, est décédé à Lisbonne, au Portugal, en 1806.

## Postérité
- Des portraits de Vincenzo Lunardi sont exposés à la Galerie nationale d'Écosse (gravures de Francesco Bartolozzi et Mariano Bovi ) [7].
- Vincenzo Lunardi a été interprété par Laurence Olivier dans le film de 1936 La Conquête de l'air
- Vincenzo Lunardi est célébré musicalement dans Le Vol de Lunardi : un rondo pour clavecin du compositeur écossais/italien Domenico Corri.

## Biographie
- (en) Leslie Gardiner Lunardi : L'histoire de Vicenzo Lunardi (Shrewsbury, Angleterre : Airlife Publishing, Ltd., 1963, 1984), 192 p. , illus.  (ISBN 0-906393-38-8)
- (it) Massimo Raffanti Volare in mongolfiera (Viareggio, Italie : Pezzini Editore, SrL, 2013), 96p. , illus. (ISBN 978-88-6847-0029)
- (en) L'atterrissage historique en montgolfière de North Mymms